# 戸舘大河
戸舘 大河（とだて たいが、1998年10月14日 - ）は、株式会社オウサム所属、神奈川県出身の俳優である。

## 人物
ワタナベエンターテインメントカレッジ卒業。特技はサッカー、フットサル、ジムトレーニング。
T174cm・S26.5cm。

## 出演

### 映画
- あの頃、君を追いかけた（2018年） - 市田祐也役

### 舞台
- 舞台「幽☆遊☆白書」 - アンサンブル
  - 舞台「幽☆遊☆白書」（2019年）[2]
  - 舞台「幽☆遊☆白書」其の弐（2020年）[3]
- 「デュラララ!!」～円首方足の章～（2020年） - アンサンブル[4]
- #これで恋ができるなら（2020年） 公演中止[5]
- どりーむぼっくす（2021年）[6]
- ジュエルステージ『オンエア！』 - 鳥羽霞 役
  - ジュエルステージ『オンエア！』（2022年）[7]
  - ジュエルステージ『オンエア！』～Unit Story side Prid's～（2022年）[8]
- 舞台「オブリビオの翼」（2022年）[9]